# Troisième voyage de James Cook

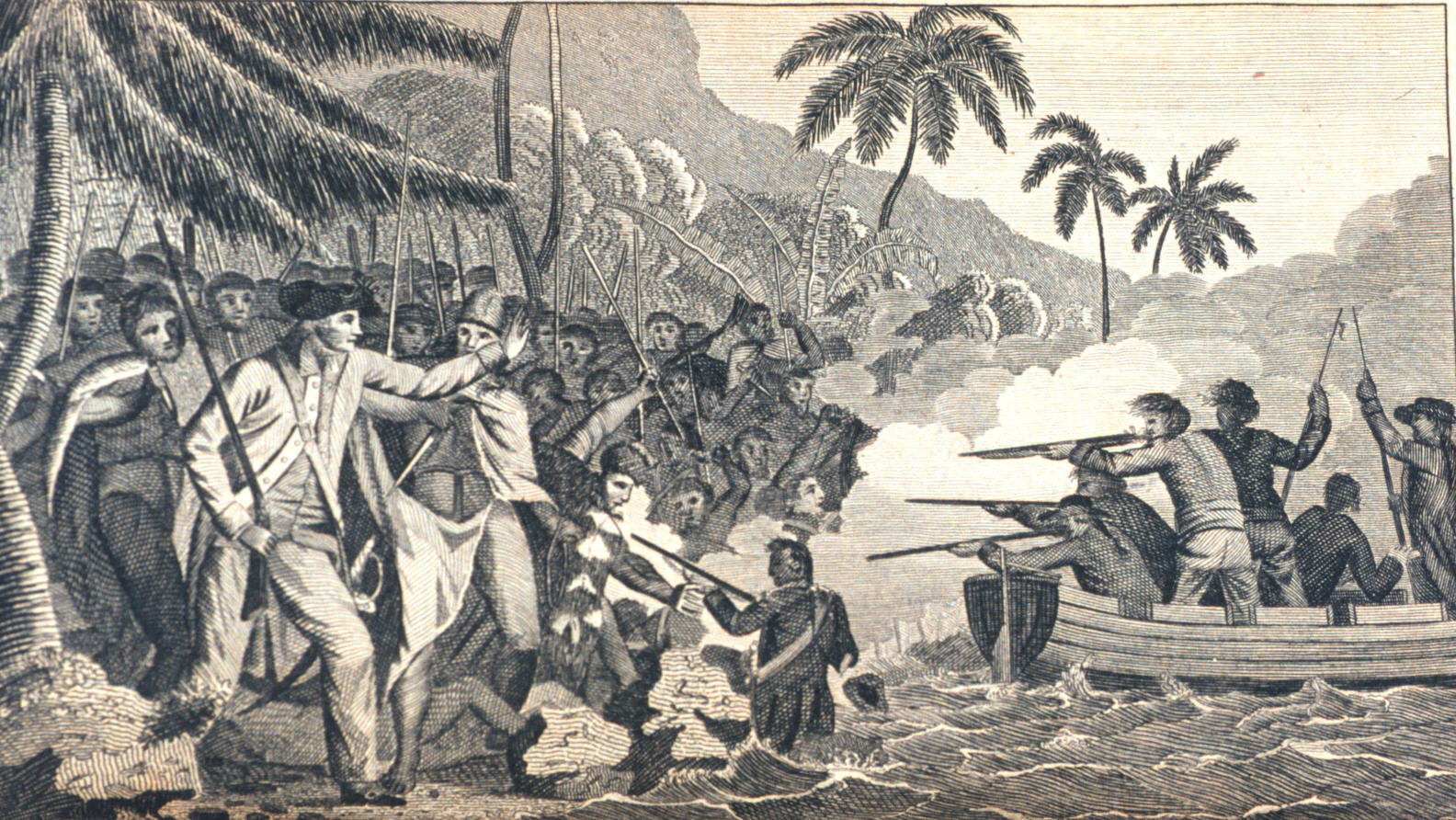
La mort du capitaine Cook

Le troisième voyage de James Cook eut lieu entre 1776 et 1780 dans l'océan Pacifique. C'est lors de ce voyage qu'il trouva la mort.

## HMSResolution
Le HMS Resolution est un trois mâts de 462 tonneaux. Pour l'expédition, l'effectif était de 117 hommes dont douze soldats. Dix sont morts dont quatre tués à Hawaii, y compris James Cook.

### Commandement
- James Cook, capitaine de vaisseau, mort tué à Hawaii
- Charles Clerke, capitaine de frégate, mort à Petropavlovsk, au Kamtchatka
- John Gore, lieutenant de vaisseau

### Lieutenants
- 1er lieutenant : John Gore, passé commandant sur le Discovery puis sur le Resolution
- 2e lieutenant : James King, passé 1er lieutenant puis commandant sur le Discovery
- 3e lieutenant : John Williamson, passé 2e lieutenant
- James Burney, passé 1er lieutenant

### Midshipmen
- William Harvey, promu 3e lieutenant
- Richard Hergest
- James Trevenan
- James Ward
- William Midd
- John Hatley
- John Watts
- John Shuttleworth

### Maître
- William Bligh

### Commandant des soldats
- Molesworth Phillips, lieutenant

### Chirurgiens
- William Anderson, mort en Alaska 1779
- John Law, ancien chirurgien sur le Discovery

#### Assistants
- 1er : David Samwell, passé major sur le Discovery
- 2e : Robert Davies, passé 1er

### Astronome
- William Bayly

### Peintre
- John Webber

### Passager
- Omai

## HMSDiscovery
Le HMS Discovery est un trois mâts de 295 tonneaux. Pour l'expédition, l'effectif était de 75 hommes. Personne n'est mort lors de l'expédition.

### Commandant
- Charles Clerke, puis
- John Gore, puis
- James King

### Lieutenants
- 1er : James Burney, passé sur le Resolution
- 2e : John Rickman, passé 1er

### Midshipmen
- Edward Riou, promu Lieutenant sur le Discovery puis sur le Resolution
- George Vancouver
- Alexander Mouat
- David Nelson
- John Henry Martin

### Ship's coxswain
- Heinrich Zimmermann (marin d'un petit grade l'autorisant à tenir la barre)[1]

### Maître
- Thomas Edgar

### Chirurgien
- John Law, passé sur le Resolution

### Peintre
- William Ellis

### Astronome
- William Bayly

## Chronologie

### Sous le commandement de Cook
- Le 12 juillet 1776, les deux navires de Cook quittèrent Plymouth.
- Du 28 octobre au 30 novembre 1776, l'expédition fit escale au Cap pour se réapprovisionner et réparer les deux navires.
- Le 25 décembre 1776, les navires mouillent à Port-Christmas et Cook pense avoir découvert les îles de la Désolation avant de constater le double passage au même endroit de l'amiral de Kerguelen en 1772 et 1774. Il dénomme l'archipel du nom de ce dernier[2].
- Du 11 au 23 février 1777, les navires passèrent en Nouvelle-Zélande en remontant le canal de la Reine-Charlotte.
- Du 13 août au 30 septembre 1777, l'expédition fit halte à Tahiti pour hiverner.
- Du 25 décembre 1777 au 2 février 1778, Cook découvrit l'archipel des îles Sandwich et les cartographia.
- Du 12 mai au 26 octobre 1778, les deux navires sillonnaient la côte de l'Alaska. Ils longèrent la côte mais n'arrivèrent pas à dépasser le détroit de Béring.

### La mort de Cook
- Le 16 janvier 1779, l'expédition mouille dans la baie de Kealakekua dans l'île Hawaii. Les indigènes prennent d'abord Cook pour leur Orono (leur dieu) mais le tuent ensuite le 14 février. Entre-temps, le 4 février, les navires avaient quitté Hawaï et s'étaient trouvés pris dans une  tempête qui avait abîmé sérieusement les mats. Les navires reviennent le 7 février à Hawaï. Voyant cela, les indigènes se disent qu'un tel accident ne peut arriver au dieu de leur légende. Le matin du 14 février, on s'aperçoit que l'un des canots a été volé par les indigènes. Cook et quelques soldats se rendent à terre pour prendre leur chef en otage. Mais les indigènes, très nombreux attaquent l'équipage. Dès que Cook donne les ordres de remonter sur le navire, il est poignardé dans le dos. Outre lui, trois hommes sont tués par la lance. Son cadavre est dépecé, et partiellement mangé par les indigènes[1].

### Épilogue
- L'expédition rentre le 23 août 1780 à Stromness dans le nord de l'Angleterre sous le commandement de John Gore. Elle n'a perdu que 10 hommes.
- Charles Clerke, le commandant du Discovery prend le commandement après la mort de Cook, cherche le passage du Nord-Ouest sans le trouver. Il meurt de phtisie au large du Kamtchatka,  6 mois seulement après Cook[1]. Il est enterré à Petropavlovsk-Kamtchatski au Kamtchatka.